# A Banqueira do Povo
A Banqueira do Povo é uma telenovela portuguesa transmitida na RTP no horário das 19 horas, entre 12 de abril e 8 de outubro de 1993. Baseada na sinopse de original de Ruy Petterle, Walter Arruda e Walter Avancini, inspirada na história real da banqueira Dona Branca, foi escrita por Ruy Petterle com colaboração de Patrícia Melo, Maurício Arruda e Duca Rachid. Foi a segunda «Telenovela das Sete» da RTP1, substituindo Cinzas e sendo substituída pela telenovela Verão Quente. Contou com 130 episódios e está disponível para visualização na RTP Play.

## Sinopse
Esta é a história de Dona Maria Benta da Silva (Eunice Muñoz), mais conhecida por banqueira do povo, uma senhora de 72 anos, carismática, de personalidade forte com impulso, visão e credibilidade que lidera há mais de vinte anos um pequeno escritório onde recebe pequenos depósitos de clientes, com o compromisso de entregar mensalmente um juro de dez por cento do valor entregue.
Dona Benta é procurada sobretudo pelos mais pobres, que vêem na fórmula da pirâmide a chave para aumentar os seus parcos rendimentos. No escritório, Dona Benta conta com vários colaboradores: o enteado, o perturbado Horácio Moreira (João Perry), homem casado com Teresa Moreira (Lídia Franco), amiga de Dona Benta, de quem tem a filha Lena (Sofia Alves), a quem Dona Benta chama carinhosamente de Leninha, e cujo casamento é muito conflituoso, devido ao facto dele ter sido soldado na Guerra do Ultramar e ter cometido variados crimes nessa guerra, separando-se depois, provocando a Lena um ódio de morte à mãe, por ela se ter apaixonado por Álvaro, aceitando mais tarde as coisas como elas são; os dois afilhados que adoptou como filhos, o honesto Álvaro (Diogo Infante) e a ambiciosa Isabel (Alexandra Lencastre), que é amante de Horácio, e ainda do advogado, Faria (Paulo Matos), aliado de Isabel, que será um dos que acabarão com Dona Benta, roubando-lhe todo o dinheiro que tinha.
Dona Benta em também com o apoio e o carinho dos amigos de todas as horas: o empregado de hotel Guimarães (Raul Solnado), grande amigo de longa data de Dona Benta, que trabalha num hotel e sente um amor muito grande por Tininha (Carmen Dolores), também velha amiga de Benta, casada com Afonsinho (Jacinto Ramos), o homem a quem ela ama de verdade, e que está gravemente doente.
O único objectivo de Dona Benta é ajudar as pessoas que a procuram. É no sorriso naqueles que contribui para um aumento de rendimento que a velha senhora vê a razão da sua actividade. O sucesso da sua actividade valeu a Dona Benta o título de "Banqueira do Povo", sendo uma figura aclamada na zona da Ajuda, onde reside e tem concentrado os seus negócios. Dona de um coração do tamanho do mundo, não nega ajuda a ninguém. Mas essa mesma generosidade poderá acabar por trazer-lhe alguns dissabores...
O sucesso de Dona Benta será o alvo de dois empresários sem escrúpulos: o banqueiro Gonçalves (João D'Ávila), banqueiro famoso casado com Leonor (São José Lapa), de quem tem uma filha, a Rita (Sofia de Portugal); o empresário Coimbra (Curado Ribeiro), o mais velho. Rita teve um caso amoroso com Álvaro e engravidou dele, mas Gonçalves fez desaparecer o paradeiro dela e Rita teve que ser levada à força para Londres.
Rita decide voltar a Portugal para falar com o pai, mas não consegue. Vendo todas as possibilidades de rever a sua filha, Rita grava um vídeo onde conta toda a verdade e suicida-se com uma arma de fogo. Tal é noticiado no Telejornal como um acidente. A sua mãe Leonor descobre a cassete, mas Gonçalves faz de tudo para seja escondida toda a verdade, chegando ao ponto de internar a mulher num hospício. Mas Leonor consegue fugir, e pede ajuda a Álvaro para procurar o neto desaparecido. Quando ele é encontrado, rapidamente se tornam inimigos e disputam a guarda da criança, usando todos os meios disponíveis. Imediatamente descobre-se a hipocrisia de Leonor, que afinal manda destruir as provas que tinha contra Gonçalves e maldizer da família de Dona Benta. Depois Álvaro apaixona-se por Filipa (Rosa Castro André), uma amiga de Rita que tornou-se amante de Gonçalves para ajudar a sua mãe, gravemente doente. Álvaro descobre a verdade e a partir daí, fica com um ódio total à Filipa, que faz de tudo para a escorraçar da sua vida, quando ela se arrepende e o quer ajudar.
Gonçalves e Coimbra, com a ajuda da espiã Maria do Carmo (Suzana Borges), elaboram um plano que leve Dona Benta a tornar-se um fenómeno de popularidade e criar um escândalo financeiro, de modo a levar a uma reprivatização de todos os negócios do país. Mas haverá graves divisões entre Gonçalves e Coimbra, que farão deles, futuramente, grandes inimigos. Quando Coimbra descobre a cassete onde Rita gravou o suicídio, ele entrega a prova a Filipa, que sofre uma tentativa de assassinato, mas consegur entregar a cassete a Álvaro, pondo Gonçalves entre a espada e a parede. Quando Leonor descobre tudo, e Álvaro consegur levar a criança para casa, Leonor mata Gonçalves e é presa, abdicando da guarda total da criança e confessando o crime.
A ascensão e queda de Dona Benta é o grande pano de fundo desta história. Quem é esta mulher que proporcionou fortunas e falências? De onde veio? Considerada quase santa para uns, oportunista para outros, Dona Benta foi um peão num jogo que a ultrapassou e destruiu, mas A BANQUEIRA DO POVO não deixará ninguém que atravesse o seu caminho indiferente.

## Elenco
- Alexandra Lencastre[1][13][14][15][16][17][18] - Isabel da Silva
- António Évora - Duarte (Gerente do hotel)
- António Pires - Carlos Eduardo Gomes (Irmão de António) (Creditado como José António Pires)
- Bara Muñoz - Cláudia
- Carlos Santos - Manuel Simões
- Carmen Dolores[1] - Tininha da Silva Ramos
- Curado Ribeiro - Coimbra
- Deborah Aizim - Francisca
- Diogo Infante[1][19][20] - Álvaro da Silva
- Eunice Muñoz[1][21][22][23][24][25] - Dona Benta (Maria Benta da Silva)
- Jacinto Ramos[26] - Afonsinho Ramos
- João D'Ávila - Dr. Ricardo Gonçalves
- João Cabral[27] - Inspector Rodrigo Simões
- João Lagarto - Augusto da Silva Barros
- João Perry - Horácio Moreira
- Joaquim Rosa - Mestre Pedro Simões
- José Eduardo - Inspector Maia
- José Renato Solnado - Joaquim (Creditado como Zé Renato Solnado)
- Júlia Correia Lagos - Rosário Simões
- Lídia Franco[28] - Teresa Moreira
- Miguel Hurst - António Gomes (Irmão de Carlos)
- Paulo Matos - Dr. Eduardo Faria
- Paulo Pinto - Eusébio
- Raúl Solnado[1][24][25][22][21][23] - Guimarães
- Rogério Samora[1][7] - Jerónimo
- Rosa Castro André - Filipa Rodrigues
- São José Lapa - Leonor Gonçalves
- Sofia Alves[29] - Lena Moreira
- Sofia Matinhos - Adelaide
- Suzana Borges - Maria do Carmo

## Elenco adicional
- Alexandre Melo - Juiz
- Álvaro Félix - Dr. Reinaldo
- António Banha - Médico
- António Cara D'Anjo[30] - Médico de Cláudia
- António Machado - Bandido
- Asdrúbal Teles - Reformado
- Augusto Portela - Jorge
- Benjamim Falcão - Joaquim Santos (Gerente do hotel da Vila do Conde)
- Carla Lupi - Enfermeira
- Carlos Aurélio - Fiscal das finanças
- Carlos César - Dr. Paulo Martins
- Carlos Dias - Entrevistado
- Carlos Pimenta -  Técnico do Banco de Portugal
- Carlos Rodrigues - Médico IML
- Carlos Sebastião - Jornalista
- Diogo Barão - André (Filho de Álvaro da Silva)
- Fernando Guerreiro - Empresário que veio da cidade do Porto como um traficante de droga
- Fernando Palaio - Cabeleireiro
- Gonçalo Oliveira - José Vieira
- Guigui Grilo - Margarida
- Heitor Lourenço - Representante de aluguer de automóveis
- Igor Sampaio - Juiz
- Joaquim Nicolau - Apresentador do espectáculo de Isabel (último episódio)
- Jorge Gonçalves - Jaime Dinis
- Jorge de Sousa Costa - Padre Alberto
- José Alves - Médico / Recepcionista de Hotel
- José Gomes - Luís Carlos
- Laura Urbano - Rosa
- Lia Gama - Prisioneira
- Luísa Barbosa - Etelvina
- Luísa Freitas - Dr.ª Ana Maria Ribeiro
- Luís Pavão - Dr. Vasco Sequeira (Advogado da Família Gonçalves)
- Luís Vicente - Técnico do Banco de Portugal
- Luís Zagalo - Mouzinho de Castro
- Manuela Cassola - Amélia
- Maria d'Aires - Jornalista
- Maria Dulce - Emília
- Maria Simões - Actriz de Revista
- Mário Redondo - Actor de Revista
- Marques D'Arede - Médico de Dona Benta
- Óscar Branco - Barman
- Paula Pedregal - Telma
- Paula Sá Nogueira - Mulher de José Vieira
- Pedro Barão[31] - Entrevistador
- Regina Paula[32]
- Roberto Candeias - Fiscal das finanças
- Rui Fernandes - Empresário que fala com Gonçalves no bar do Hotel (1º episódio)
- Rui Pedro Cardoso - Indivíduo que foge da estação de comboios
- Rui Pisco - Aníbal
- Sofia de Portugal - Rita Gonçalves
- Vítor Rocha - Alexandre

## Curiosidades
- Esta foi a primeira telenovela portuguesa inspirada em factos reais, no caso a história de Dona Branca, a agiota que recebia depósitos a 10% de juro ao mês que escandalizou a sociedade portuguesa nos anos 80.[1]
- Para realizar a novela foi chamado um dos maiores realizadores de televisão do Brasil, Walter Avancini.
- A Banqueira do Povo marcou a estreia em telenovelas de dois dos maiores nomes da representação em Portugal: Eunice Muñoz e Raul Solnado.
- Vários jovens talentos revelaram-se em A Banqueira do Povo e vieram a construir importantes carreiras, como por exemplo, Alexandra Lencastre, Diogo Infante, João Cabral, Sofia de Portugal, Rosa Castro André e Sofia Alves.
- Alexandra Lencastre estreava-se em telenovelas no papel de vilã. Fez um sucesso no papel da interesseira afilhada da banqueira.
- Suzana Borges, acabada de chegar do Brasil, onde havia participado em Pedra Sobre Pedra, fez a charmosa e misteriosa vilã Maria do Carmo.
- Sofia Alves e Vítor Rocha faziam de par romântico e viriam a reencontrar-se um ano depois na telenovela da Desencontros, desta feita para serem "irmãos".
- Vários actores transitaram directamente para a novela seguinte da RTP (Na Paz dos Anjos, produzida pela NBP): João Perry, Diogo Infante, João Cabral (ator), Sofia Alves, José Eduardo, Paula Pedregal, José Gomes, Luís Pavão, Carla Lupi e Luís Zagalo.
- Foi reexibida na RTP nos seguintes períodos: na RTP1 em 1998, no horário das 14 horas; na RTP Memória em 2007. Foi exibida em reposição na RTP Memória no dia 7 de Maio de 2014, e posteriormente desde Março de 2020.